# 于家堡金融区

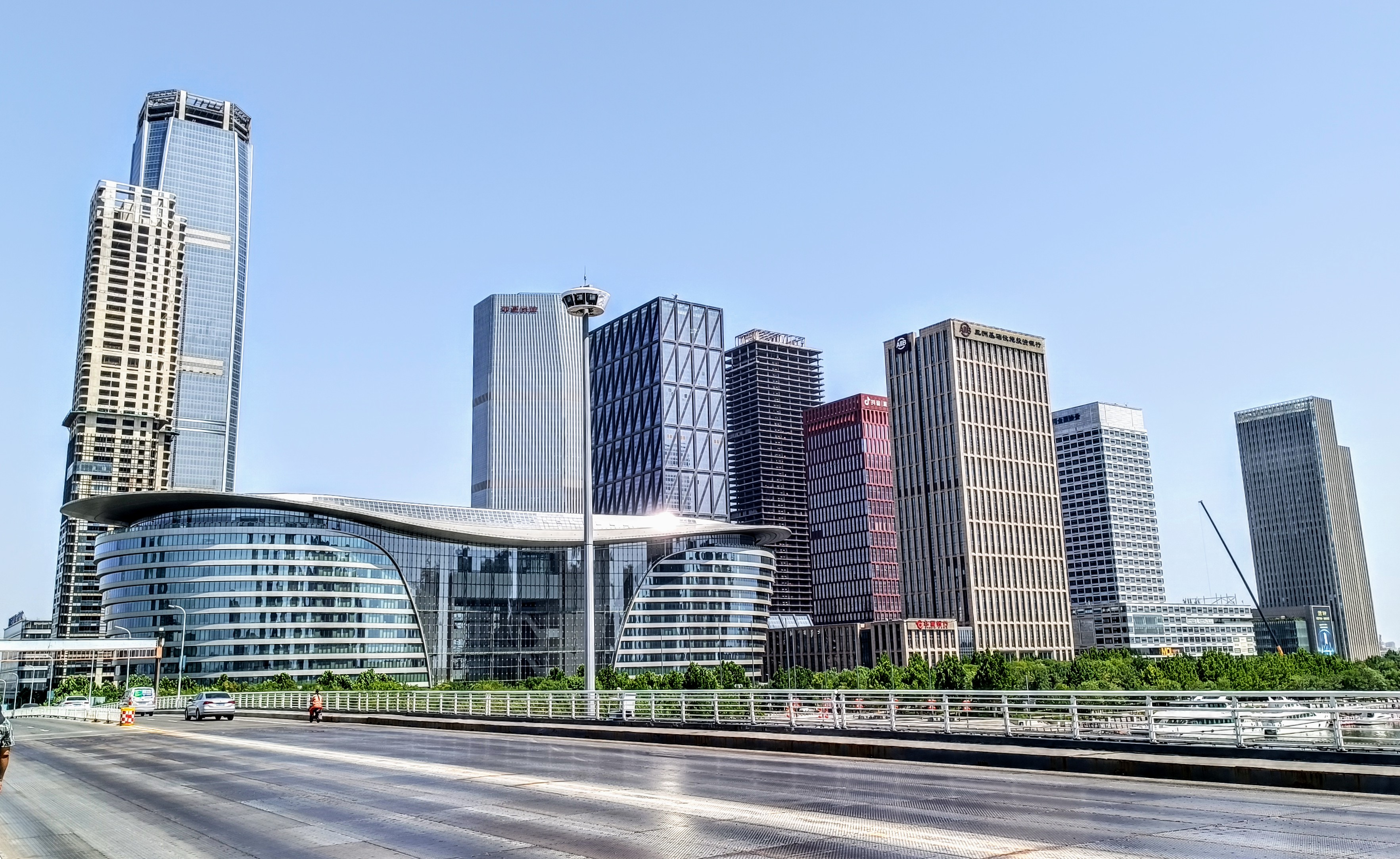
于家堡金融区

于家堡金融区是中国天津滨海新区正在建设的金融中心区，是天津自贸区滨海新区中心商务片区的组成部分，总投资约2000亿元，位于滨海新区核心区的海河北岸，与响螺湾商务区和泰达MSD共同构成滨海新区中心商务区。同时，于家堡金融区是首个APEC低碳示范城镇。2019年，于家堡这一名词开始逐渐被淡化，高铁于家堡站亦更名为滨海站。

## 区位与交通

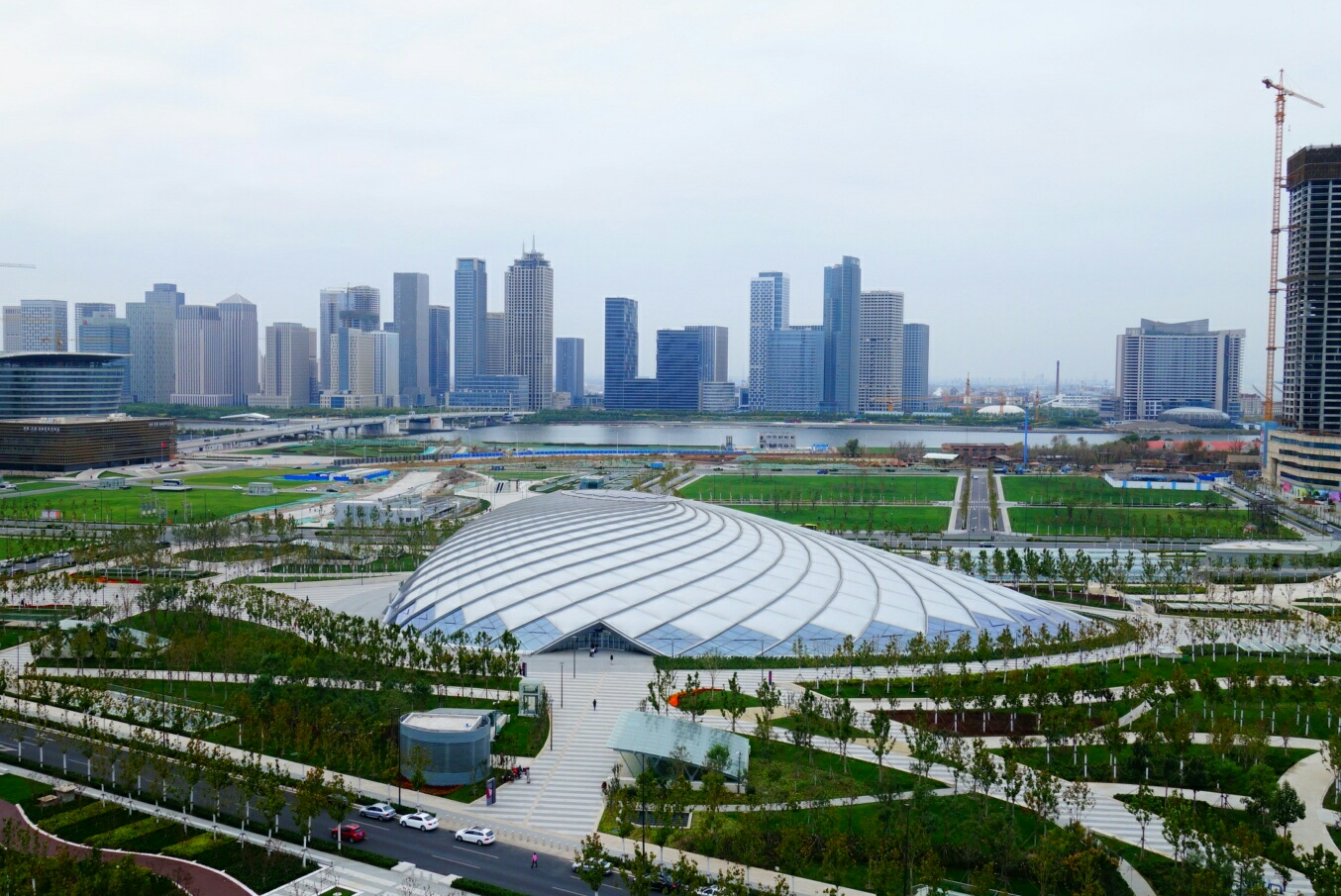
高铁滨海站

于家堡呈半岛型，位于滨海新区的核心区，整个地块东、西、南三面临海河，占地3.86平方公里。从空中看，整个于家堡地区的形状像一个“钱袋”，是上风上水之地。它的西侧是已经开工建设的响螺湾商务区，南侧是未来将要规划建设的生态居住区，东侧为形似鲸鱼的岛屿蓝鲸岛生态区。
于家堡金融区交通便利，周边空港、海港、铁路、高速铁路、公路、城市轨道交通兼具，于家堡是同时也是滨海新区的交通枢纽之一。于家堡金融区距离天津滨海国际机场20公里，距离天津港5公里、天津南港20公里。高铁滨海站位于于家堡金融区的北部，京津城际铁路和在建的京滨城际铁路在此交汇，由SOM建築設計事務所设计，同时地铁市域Z1线、滨海B2线、滨海B3线将在此相汇，构成了于家堡的立体交通结构。

## 发展背景与定位

于家堡金融区规划沙盘（右）

于家堡（pù，同鋪）本为一村庄，立村于1404年，立村人为山东文登大水泊人于英和于潮兄弟二人，后来一部分于姓家人迁到塘沽西面的于家庄。2006年6月，《國務院关于推进天津滨海新区开发开放有关问题的意见》公布，意见指出：“在金融企业、金融业务、金融市场和金融开放等方面的重大改革，原则上可安排在天津滨海新区先行先试。” 2007年11月21日，中国保监会与天津市人民政府联合下发《关于加快天津滨海新区保险改革试验区创新发展的意见》。根据《意见》精神，在保险企业、保险业务、保险市场、保险开放等方面的重大改革创新措施，中国保监会原则上均可以安排在试验区先行先试。2008年3月19日，国务院正式批复《滨海新区综合配套改革试验方案》，這一方案中，最重要的金融創新舉措之一是在天津设立OTC市场，這將在中國形成深圳、上海證券交易市場之外又一個新的資本市場。2009年10月29日，经国务院同意，国家发展和改革委员会正式批复《天津滨海新区综合配套改革试验金融创新专项方案》，原则同意按照方案开展工作，要求加快推进金融体制改革和金融创新，力争取得积极成效。通过在金融企业、金融业务、金融市场和金融开放等方面的先行先试，努力建设与北方经济中心相适应的现代金融体系和全国金融改革创新基地，为全国提供借鉴和示范。于家堡金融区将以证券、保险、基金等新金融为主，为滨海新区、天津市乃至全世界提供24小时不间断的金融服务。

## 城市设计

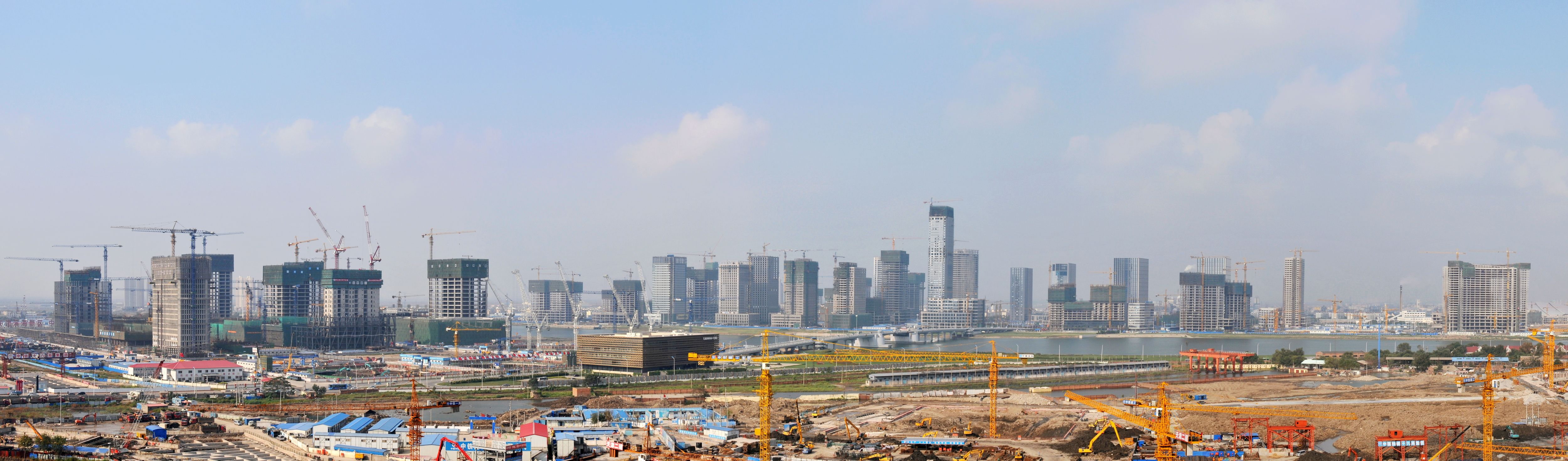
左侧为建设中的于家堡金融区

于家堡金融区的规划是理念先行，在充分借鉴世界各金融中心经验的基础上，通过国际招标，遴选了一批国际知名企业进行统一的规划设计。
- SOM建築設計事務所进行城市设计和天际线设计；
- 香港MVA公司負責區域交通規劃和慢行交通體系设计；
- 日本日建公司进行地下空间和管网共同沟概念设计；
- 美国易道公司进行区域景观概念设计；
- 中国建筑设计院、天津华汇建筑设计公司等进行施工图设计。

## 建设进程

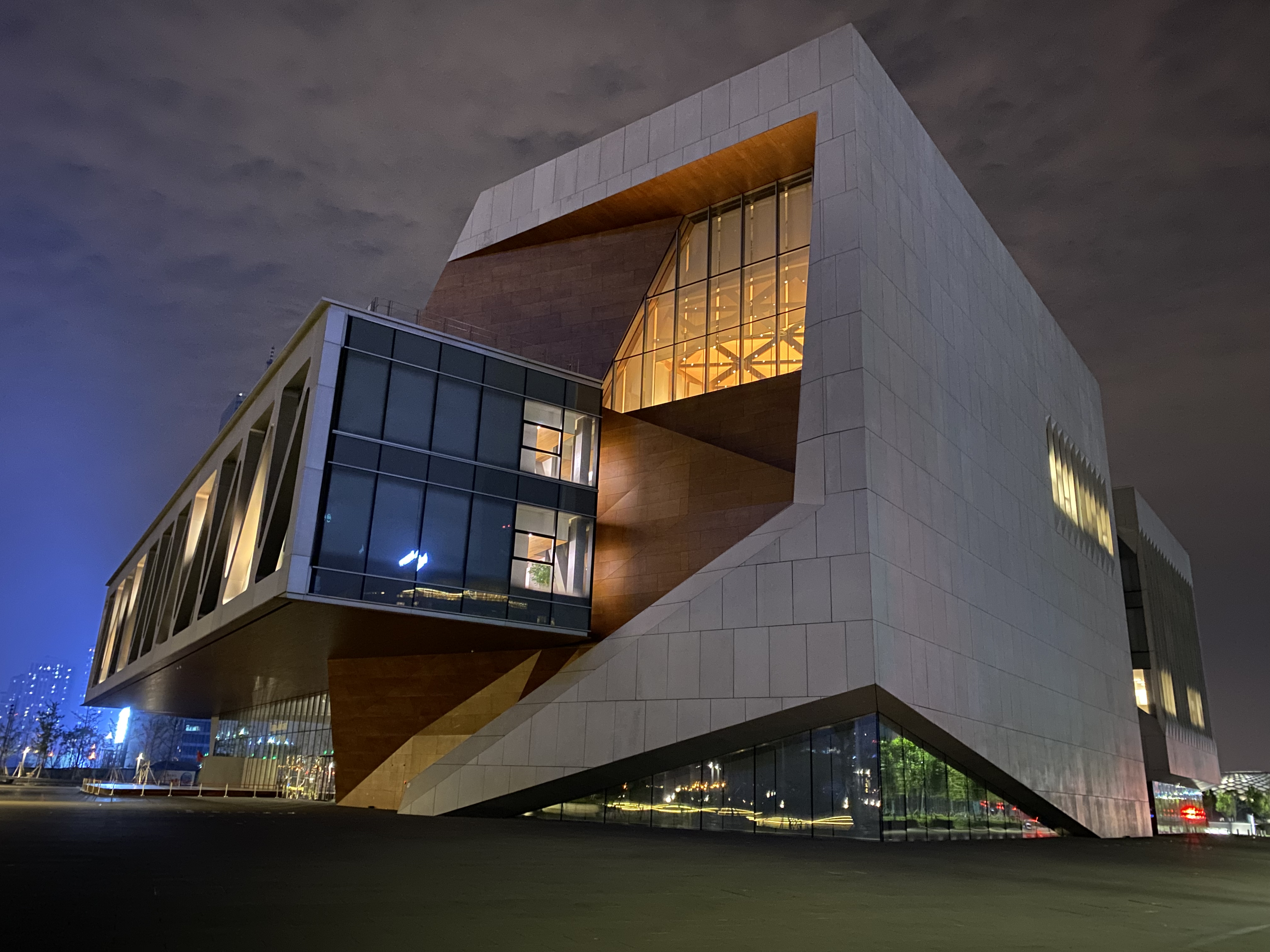
天津茱莉亚学院

于家堡金融区的交通设施以及金融区1平方公里起步区已率先开工建设，总规划面积3.46平方公里。按照规划，2009年启动的于家堡金融区工程，预计三年全面开工、五年初具规模、十年基本建成。目前，起步区35个项目中，已开工12个项目，2009年底前将有23座楼宇动土兴建。10年后，这里将建成120个市场会展、现代金融、传统金融、教育培训和商业商住项目，是当时全世界规划面积最大的金融区之一。但由于寫字樓供应与当地产业结构不匹配，渤海银行、渤海证券、滨海农商行等与其定位匹配的天津本土金融机构拒绝迁入，因此此区域的机构入驻情况一直大幅低于预期（直至2016至2017年起才有改善），政府亦因而將于家堡東面未推出或未動工的商業土地，悉數改作住宅用地（如鐵獅門金融廣場土地在2016年被收回）。
2019年，天津经济技术开发区管委会部分政府职能机构迁入于家堡内宝信大厦。

## 政策扶持
天津市和滨海新区为建设和经营于家堡金融区，给予了大量的优惠政策来扶持。为此，天津市专门成立了天津新金融投资有限责任公司。为吸引企业进驻，滨海新区推出一系列的优惠政策。除了税收优惠政策外，对在这里设立总部或地区总部的企业，进行不同幅度的补助，购买、租用办公用房也享有补助和补贴。

## 相关链接
- 响螺湾商务区
- 中新生态城
- 天津茱莉亚学院